# Maia Campbell
Maia Campbell (n. 26 de noviembre de 1976 en Takoma Park, Maryland) es una actriz estadounidense de cine y televisión. Se trasladó a Los Ángeles, California con su familia con siete años, pero pasó muchos veranos en Filadelfia (Pensilvania) estudiando voz y actuando en el teatro de la libertad. También estudió teatro en El teatro de la encrucijada de Marla Gibbs en Los Ángeles, y en la universidad de Spelman en Atlanta, Georgia por un año antes de trabajar en el sitcom En la casa.

## Primeros años y carrera
Nacida en Takoma Park, Maryland, Campbell es hija de la autora Bebe Moore Campbell y Tiko Campbell, arquitecto y autor de Washington D. C.. Se crio en Ladera Heights, Los Ángeles. Campbell se ha hecho más conocida por su papel de la ingeniosa hija adolescente en la serie In the House, aunque se la ha visto con frecuencia en televisión. Apareció en un papel regular como Nicole en la breve serie de Fox South Central , interpretando a la novia de Larenz Tate, y también tuvo un papel invitado en Thea. También tuvo un papel menor en Poetic Justice de John Singleton, con Janet Jackson, interpretando el papel de la prima de Lucky (interpretada por Tupac Shakur).

## Vida personal
Después de actuar en el set de In the House en 1998, a Campbell le diagnosticaron trastorno bipolar. Dos años después, en 2000, Campbell dio a luz a su hija Elisha, pero como ella se negó a tomar su medicación psiquiátrica, perdió la custodia.
En 2009, se subió a Internet un vídeo de YouTube de Campbell mostrando un comportamiento errático, lo que provocó que los fanáticos se preocuparan, y en una declaración a Essence, el padrastro de Campbell, Ellis Gordon Jr., declaró: "Como familia, hemos estado luchando con Maia en su enfermedad desde hace bastante tiempo”, continuó, “Seguimos aferrándonos a nuestra fe y esperamos que algún día ella se dé cuenta de que la curación comenzará cuando decida acercarse y aceptar la ayuda y el tratamiento que se le ha ofrecido."  
En una reunión de 2012 con la inspiradora oradora Iyanla Vanzant , Campbell alegó que en 2010 fue arrestada por hurto menor y enviada a prisión, pero su padrastro Ellis solicitó que la trasladaran a un centro de salud mental obligatorio donde pasó un año y medio. antes de trasladarse voluntariamente a un centro de tratamiento residencial.

## Filmografía
- envidia (2005)
- empanada de la patata dulce (2004) - Kadja
- con o sin usted (2003)
- el ensayo (2002) - Tracy
- el Luau (2001) - Shyann
- los diecisiete otra vez (2000) - Ashley
- de Trippin (1999) - Cinny Hawkins
- Kinfolks (1998) - Lissa
- Justicia (1993) - Shante
- Hermana, hermana (1998) - Shayla
- Moesha (1997) - Tammy
- Beverly Hills, 90210 (1996-1997) - Mariah Murphy
- En la casa (1995-1998) - Tiffany Warren
- Al sur central (1994) - Nicole
- Thea (1993) - Alison